# Menig 1kl
Menig 1 är en militär grad (NATO OR (Other Rank) 2) och som i Sverige är över menig och under vicekorpral. 

## Sverige
I Sverige befordras en menig till menig 1 efter 1 års tjänst. Därefter får man fler streck efter 2, 3 respektive 4 års tjänstgöring.  

### Gradbeteckningar
| Vid anställning                 | År 2                    | År 3                    | År 4                    |
| Armén (fältstridsdräkt)         | Armén (fältstridsdräkt) | Armén (fältstridsdräkt) | Armén (fältstridsdräkt) |
| ------------------------------- | ----------------------- | ----------------------- | ----------------------- |
|                                 |                         |                         |                         |
| Flottan (sjöstridsdräkt)        |                         |                         |                         |
|                                 |                         |                         |                         |
| Amfibiekåren (uniform m/87 blå) |                         |                         |                         |
|                                 |                         |                         |                         |
| Flygvapnet (uniform m/87 blå)   |                         |                         |                         |
|                                 |                         |                         |                         |

## Internationella motsvarigheter
De internationella motsvarigheterna till Menig 1 motsvaras av de grader som officiellt (överenskommelse STANAG 2116) eller inofficiellt (genom ensidigt beslut av varje enskilt land) tillhör NATO-kod OR 2.
| Land            | Grad                      | Gradbeteckning | Tid från inträde i tjänsten till befordran |
| --------------- | ------------------------- | -------------- | ------------------------------------------ |
| Belgien         | 1ste soldaat              |                |                                            |
| Brasilien       | Taifeiro                  |                |                                            |
| Danmark         | Overkonstabel             |                | 24 månader                                 |
| Estland         | Kapral                    |                |                                            |
| Frankrike       | Soldat de première classe |                | 7 månader                                  |
| USA:s armé      | Private                   |                | 6 månader                                  |
| USA:s marinkår  | Private first class       |                |                                            |
| Italien         | Caporal                   |                | 12 månader                                 |
| Kanada          | Private (Basic)           |                | 12 veckor                                  |
| Nederländerna   | Soldaat der 2e klasse     |                |                                            |
| Norge från 2016 | Visekorporal              |                |                                            |
| Polen           | Starszy szeregowy         |                |                                            |
| Portugal        | Segundo-cabo              |                |                                            |
| Schweiz         | Gefreiter                 |                | ingen automatisk befordran                 |
| Spanien         | Soldado de primera        |                |                                            |
| Tyskland        | Gefreiter                 |                | 3 månader                                  |
| Österrike       | Gefreiter                 |                | 5 månader                                  |